# قسم مترجمي التحالف
قسم مترجمي التحالف، المعروف أيضًا باسم خدمة مترجمي الحلفاء أو خدمة ترجمة واستخبارات الحلفاء، هو وكالة استخبارات مشتركة أسترالية/أمريكية في الحرب العالمية الثانية. كانت هذه الوكالة بمثابة وحدة استخبارات مركزية متحالفة لترجمة الاتصالات والاستجوابات والمفاوضات اليابانية المُعتَرَضة في مسرح العمليات الآسيوي الهادئ بين سبتمبر عام 1942 وديسمبر عام 1945. ركز القسم خلال الأشهر الأخيرة من عمله على التحقيق في جرائم الحرب اليابانية بشكل أساسي. حُلَّ القسم رسميًا في 30 أبريل عام 1946.

## التأسيس
اعتمدت جهود الاستخبارات والترجمة العسكرية في المحيط الهادئ بشكل أساسي على الملاحق العسكرية، والمكاتب المختلفة المتواجدة ضمن وحدة قسم المخابرات جي-2، وذلك حتى فبراير من عام 1942، عندما أُعيد تعيين المقدم سيدني ماشبير لرئاسة وحدة جديدة للترجمة كجزء من مقر اللواء دوغلاس ماك آرثر في منطقة جنوب غرب المحيط الهادئ تحت قيادة العماد تشارلز إيه.ويلوبي، قائد قسم المخابرات الأمريكية جي-2.
بحلول أغسطس من عام 1942، أصبح من الواضح لماك آرثر وجود حاجة إلى وحدة استخبارات موحدة أكبر، ولذلك أمر بتشكيل قسم جديد يعمل كمنظمة استخبارات مركزية تتألف في المقام الأول من موظفي اللغات. كانت وظيفة هذا القسم تتمحور حول الاستفادة من الوثائق التي استولي عليها، واستجواب أسرى الحرب، والإشراف على جمع وتوزيع هذه المعلومات على قوات الحلفاء العسكرية في منطقة جنوب غرب المحيط الهادئ.
تشكّل في 19 سبتمبر من عام 1942، قسم المترجمين الحلفاء من اتحاد وحدة المترجمين التابعة للوحدة جي-2، والتي كانت تتألف من تسعة رجال، مع مركز الاستجواب التفصيلي للخدمات المختلطة في أستراليا الذي ضم 17 موظفًا. كان قسم المترجمين عبارة عن منظمة مشتركة بين الحلفاء تعمل على خدمات مشتركة وبدأت العمل في مقر بري متقدم في إيندوروبيلي، في بريسبان، أستراليا. كان مقر القسم يتغير كلما انتقل المقر العام لإدارة منطقة جنوب غرب المحيط الهادئ على مدار الحرب؛ إذ انتقل من ملبورن في أستراليا إلى مدينة هولندا في غينيا الجديدة الهولندية، ثم إلى جزر ليتي ومانيلا في الفلبين، وأخيرًا إلى طوكيو في أكتوبر من عام 1945 للمساعدة في حملة الاحتلال.
تألف قسم المترجمين في البداية من 25 ضابطًا و10 مجندين، لكنه نمى بسرعة بشكل يتناسب مع نطاق العمليات. وبحلول سبتمبر من عام 1944، تعيّن في القسم نحو 767 موظفًا، وفي ذروة عملياته في عام 1945، ضم القسم نحو 4000 شخص من الرجال والنساء؛ كان معظمهم من الجيل الثاني من الأمريكيين اليابانيين المعروفين باسم نيسي.
عانى القسم منذ بداياته من نقص المترجمين وموظفي اللغات المؤهلين؛ إذ أكدت مجلة لايف في سبتمبر من عام 1942 وجود أقل من 100 أمريكي من غير اليابانيين بإمكانهم العمل كلغويين، ونُقل عن أرشيبلد ماكليش من مكتب معلومات الحرب الأمريكية قوله إنه لا يوجد سوى «ثلاثة أمريكيين فقط يتمتعون بإتقان كامل اللغة» أثناء الهجوم على بيرل هاربور.

## العمليات
قام ماشبير بتنسيق قسم المترجمين باعتباره جزءًا من جهاز المخابرات العسكرية. التزم هذا القسم بثلاثة مبادئ رئيسية:
- ستُجمَع كافة موارد الترجمة في مسرح المحيط الهادئ؛
- ستُلغى جميع الفروق الوطنية، والجميع في خدمة التحالف؛
- ستُوزَّع جميع المعلومات الاستخباراتية لجميع خدمات التحالف.

كانت الوظيفة الأساسية لقسم المترجمين هي توحيد الاستخبارات المركزية بمركزها في منطقة جنوب غرب المحيط الهادئ، لكن نطاق العمليات امتد إلى مناطق أخرى في المحيط الهادئ بالتعاون مع مركز الاستخبارات المشتركة-منطقة المحيط الهادئ ومركز الاستجواب والترجمة في جنوب شرق آسيا ومقره في مسرح المحيط الهادئ أيضًا.
بالإضافة إلى ذلك، توسعت أنواع العمليات لتوفر تحليل مفصل للأهداف والقدرات العسكرية اليابانية، والتفسيرات السياسية والنفسية للأنشطة العسكرية والمدنية اليابانية. في وقت لاحق لعب القسم دورًا مهمًا في ابتكار البروباغندا والحرب النفسية.
افترض اليابانيون عدم قدرة الحلفاء على قراءة محتويات الأوراق المرسلة، وعلى ذلك اتخذوا بعض الاحتياطات الأمنية. هذه الحقيقة كانت أساسية في نجاح فك تشفير الرسائل المعترَضة، وبالتالي فعالية ودور القسم. استجوب اللغويون خلال فترة عملهم في القسم أكثر من 14000 سجين؛ وفحصوا ولخصوا وترجموا نحو مليوني وثيقة؛ ووزعوا أكثر من 20 مليون صفحة كتقارير استخباراتية على اليابانيين. وفي سبيل الحصول على الوثائق وفحص السجناء في غضون لحظات من أسرهم، شارك لغويو القسم في كل اعتداء للحلفاء من بابوا إلى جزر الفلبين، وتوفي نتيجةً لذلك ما لا يقل عن 17 لغويًا. لغويو الجيل الثاني من الأمريكيين اليابانيين وخطة العملية «زد» (1944)
تأسس القسم في عام 1942 من قبل الجنرال ماك آرثر في ملبورن-أستراليا. وظفت الوكالة أكثر من 3000 لغوي من الجيل الثاني من الأمريكيين اليابانيين؛ كان هؤلاء مسؤولين عن ترجمة الخطة «زد» بالإضافة إلى أكثر من 350000 وثيقة يابانية أي ما يعادل نحو 20500000 مليون صفحة.
أظهر عدد من أبناء الجيل الثاني من الأمريكيين اليابانيين الاعتزاز بإثبات ولائهم للولايات المتحدة، ولكنهم ناقشوا أيضًا مشاعرهم المعقدة حول إرسالهم إلى معسكرات الاعتقال من قبل نفس الحكومة التي تستفيد من مهاراتهم اللغوية في الحرب ضد بلد آبائهم.
بدأت قصة الخطة «زد» في ليلة 31 مارس، حين استقل الأدميرال كوغا والأدميرال فوكودوم طائرتين منفصلتين متجهتين إلى دافاو. كُلّف الأدميرال فوكودوم بحمل حقيبة تحتوي على نسخة مغلفة بالجلد الأحمر من الخطة «زد».
سقطت طائرة كوغا بعد وقت قصير من مغادرته بسبب عاصفة مدارية؛ الأمر الذي أسفر عن مقتل جميع من كانوا على متنها، أمّا طائرة فوكودوم نجت من العاصفة لكنها اضطرت إلى استخدام معظم إمدادات الوقود لمواجهة الرياح. توجهت طائرة فوكودوم إلى جزيرة سيبو على بعد ستة أميال، لكن الطيار أساء تقدير عملية الهبوط واستقر في مضيق بوهول على بعد 2.5 ميل من الشاطئ.
تمكّن فوكودوم و12 ناجٍ آخر من تحرير أنفسهم من الحطام الذي اشتعلت فيه النيران، بينما بدأت الطائرة بالغرق. اكتشف الفلبيني بيدرو غانتوانغوكو في صباح يوم 3 أبريل صندوقًا مغطىً بالزيت، وحافظة جلدية حمراء تحتوي على الخطة «زد» تطوف بالقرب من الشاطئ. التقط غانتوانغوكو تلك القطعة الغريبة ودفنها معتقدًا أن محتوياتها كانت ذات أهمية كبيرة. في هذه الأثناء، أُنقِذ فوكودوم وناجين يابانيين آخرين لتأسرهم مجموعة من الفلبينيين، ويسافروا إلى التلال فوق سان فرناندو وصولًا إلى منطقة استراحة ومحطة لإغاثة العصابات بالقرب من منزل كالوكتوغان التابع لقيادة منطقة سيبو بقيادة الكولونيل الأمريكي جيمس إم.كوشينغ. فككت وحللت المخابرات الأمريكية الاتصالات اليابانية وعلموا أن اليابانيين كانوا يبحثون بشدة عن محتويات مفقودة في تلك الحوادث، وهذا ما أخبروا كوشينغ به. في اليوم التالي، عادت قيادة منطقة سيبو إلى القرية وأجرت استجوابات على أمل الكشف عن الصندوق المفقود. في الوقت نفسه، أعطى غانتوانغوكو الصندوق الذي يحتوي على الخطة «زد» للمقاتلين المحليين الذين أرسلوا النتيجة إلى كوشينغ. استُردت الخطة «زد»، ونُقلَت على الفور إلى قسم ترجمة التحالف في أستراليا، ووُزعت فور ترجمتها على كل فرقة في البحرية الأمريكية.

## الإنجازات
وقعت العديد من الأحداث البارزة أثناء عمل قسم الترجمة، بما في ذلك ترجمة وتحليل الخطة «زد» التي وضّحت خطط اليابان الدفاعية ضد هجمات الحلفاء على أراضيها في المحيط الهادئ مثل جزر ماريانا في شمال غرب المحيط الهادئ. أرادت الولايات المتحدة الاستيلاء على هذه الجزر لاستخدامها كقاعدة قصف لمداهمة البر الرئيسي الياباني. تضمنت الخطة «زد» أيضًا إستراتيجية لإيقاع قوات الحلفاء في معركة حاسمة.